# Груба акула колюча
Груба акула колюча (Oxynotus bruniensis) — акула з роду Груба акула родини Грубі акули.

## Опис
Загальна довжина сягає 0,75-1 м. Голова трохи сплощена. Морда коротка округла. Ніздрі великі. Очі розташовані неподалік від ніздрів. на верхній щелепі — 12-19 рядків зубів, на нижній — 11-13. Верхні зуби маленькі, а нижні — великі. Зябрових щілин — 5 пар. Відрізняється дуже високим тілом і спинними плавцями-вітрилами. Шкіра груба через наявність великих зубчиків. Перший спинний плавець нахилено уперед. Хвостовий плавець широкий і високий, з виїмкою у верхній лопаті. Колір тіла темно-коричневий. Спинні плавці забарвленні у червоний колір.

## Спосіб життя
Тримається на глибинах від 45 до 1070 м, воліє 350–650 м на континентальних й острівних шельфах. Доволі повільна риба. Живиться дрібною рибою та ракоподібними.
Статева зрілість у самців настає при розмірах у 55-60 см, у самиць — 67 см. Це живородна акула. Самиця народжує до 7 акуленят завдовжки 24 см.
Не становить загрози для людини.

## Розповсюдження
Мешкає біля південно-східного узбережжя Австралії та уздовж узбережжя Нової Зеландії.